# 千歳市立千歳小学校
千歳市立千歳小学校（ちとせしりつ ちとせしょうがっこう）は、北海道千歳市本町に所在する公立小学校。千歳市内では最古の歴史を持つ学校である。

## 沿革
年表
- 1879年（明治12年）- 千歳村（現在の錦町1丁目付近）で初の寺子屋が開かれる[2]。
- 1880年（明治13年）- 千歳教育所となる[2]。
- 1881年（明治14年）- 公立千歳教育所（男子10名、女子1名、教員1名）を創設[2]。
- 1882年（明治15年）- 公立苫小牧学校千歳分校に改称[2]。
- 1884年（明治17年）- 千歳学校に改称[2]。
- 1889年（明治22年）- 千歳簡易小学校に改称[3]。
- 1894年（明治27年）- 校舎完成[4]。
- 1896年（明治29年）- 千歳尋常小学校（児童21名）に改称[5]。
- 1900年（明治33年）- 千歳尋常小学校阿字砂里分教場を設置[6]。
- 1906年（明治39年）- 阿宇砂里分教場が阿宇砂里簡易教育所に独立[6]。
- 1918年（大正7年）- 高等科（児童176名、3学級）を併置[7]。
- 1920年（大正9年）- 根志越青年クラブを借用して、千歳尋常小学校根志越分教場を設置[6]。
- 1924年（大正13年）- 根志越分教場が千歳尋常小学校根志越特別教授場として設置[8]。
- 1929年（昭和4年）- 初めて単式編成の6学級（児童214名）となる[9]。
- 1931年（昭和6年）- 新校舎完成[4]。
- 1941年（昭和16年）- 国民学校令施行により千歳国民学校に改称[9]。
- 1944年（昭和19年）- 児童745名、15学級編制[9]。
- 1946年（昭和21年）- 児童が2,000名を超えた[注 1][10]、根志越教授所が千歳第二国民学校として独立[6]。
- 1947年（昭和22年）- 学校教育法施行により千歳町立千歳小学校に改称[10][6]。
- 1948年（昭和23年）- 校歌制定[4]。
- 1953年（昭和28年）- 北栄小学校が分離独立[10]。
- 1956年（昭和31年）- 末広小学校が分離独立[10]。
- 1957年（昭和32年）- 緑小学校へ7学級分離。児童数1600名、30学級編制[10]。
- 1958年（昭和33年）- 市制施行により千歳市立千歳小学校に改称。
- 1960年（昭和35年）- 千歳小学校特殊学級（知的障害）を設置[11][6]。
- 1962年（昭和37年）- 新校舎（現在の校舎）完成[4]。
- 1964年（昭和39年）- 水明小学校藤の沢分校が水明小学校の閉校に伴い、千歳小学校藤の沢分校となる[6]。
- 1965年（昭和40年）- 千歳小学校特殊学級が千歳小学校北栄分校に改称[6]。
- 1966年（昭和41年）- 千歳小学校藤の沢分校が藤の沢小学校として独立[6]。
- 1971年（昭和46年）- 北栄分校が北進小学校として分離独立[11]。
- 1978年（昭和53年）- 開校100年記念式典を挙行する[4]。
- 1979年（昭和54年）- 児童数715名、20学級編制[10]。
- 1982年（昭和57年）- 向陽台小学校が分離独立[4]。
- 1986年（昭和61年）- 肢体不自由児学級を開設[6]。
- 1989年（平成元年）- 体育館完成、新教育目標を制定[4]。
- 1990年（平成2年）- アンカレッジ市サンドレイク小学校との国際交流開始[4]。
- 1993年（平成5年）- 中央小学校を統合[6]。
- 2008年（平成20年）- 二学期制を導入[6]。
- 2009年（平成21年）- 耐震化大規模改修工事完了[1]。
- 2016年（平成28年）- 新教育目標を改定[4]。
- 2018年（平成30年）- 北海道教育実践表彰を受賞[1]。
- 2022年（令和4年）- 特別支援学級を開設[6]。

## 教育目標
- かしこく やさしく たくましく[12]

## 学校行事
学校行事は以下の通り。
- 4月 - 前期始業式、入学式、知能検査（2-5年）、NRT学力検査（2-6年）、全国学力・学習状況調査（6年）、1年生を迎える会
- 5月 - 花ロード事前学習（3年）、花ロード事業（3年）
- 6月 - 大運動会、遠足
- 7月 - 宿泊学習（5年）、校外学習（4年）、夏季休業
- 8月 - 夏休み明け集会
- 9月 - 修学旅行（6年）、生活科体験学習（1・2年）、校外学習（4年）、社会見学（4年）
- 10月 - 校外学習（5年）、前期終業式、秋季休業、後期始業式、社会見学（3年）
- 11月 - 学芸会、福祉体験学習（3年）
- 12月 - 科技大実験教室（6年）、薬物乱用防止教室（6年）、冬季休業
- 1月 - 冬休み明け集会
- 2月 - スケートタイムトライアルweek、科技大実験教室（5年）
- 3月 - お別れ集会、卒業式、修了式、学年末休業

## 通学区域
通学区域は以下の通り。
- 本町
- 東雲町
- 朝日町
- 清水町
- 真町
- 平和
- 真々地
- 泉沢の一部

## 進学先中学校
- 千歳市立千歳中学校

## 著名な出身者
- 山口幸太郎[15]（元千歳市長）

## 交通アクセス
鉄道
- JR千歳線千歳駅西口より、徒歩21分。

バス
- 北海道中央バス 支笏湖線・新星空港線・空港市内線「本町2丁目」停留所下車、徒歩6分[16]。
- 千歳相互観光バス 泉沢向陽台線・泉沢市民病院線「本町2丁目」停留所下車、徒歩6分[16]。